# Sarvadharma
Sarvadharma è una parola sanscrita, di utilizzo relativamente recente, che letteralmente significa “tutte le religioni”. In termini generici, Sarvadharma indica il concetto di sostanziale unità delle religioni; viene utilizzato in svariati ambiti.

## Sarvadharma come simbolo
Il nome Sarvadharma è principalmente usato per indicare il simbolo dell'insegnamento di Sathya Sai Baba: inscritti in semicerchi, i simboli delle maggiori fedi religiose mondiali (la Oṃ induista, la croce cristiana, mezzaluna islamica, la ruota buddhista, la fiamma di Zoroastro e, in alcune versioni, anche la Stella di David ebrea), sono disposte attorno ad un cerchio centrale, al centro del quale è raffigurato un obelisco sormontato da un fiore di loto che rappresenta l'illuminazione spirituale.
Dal 1996, per sottolineare il passaggio dalla religione (ricerca esteriore) alla spiritualità (ricerca interiore), i simboli delle religioni sono stati sostituiti dai nomi dei cinque Valori umani, così definiti da Sathya Sai Baba, che costituiscono il fondamento del programma educativo da lui introdotto: Amore, Pace, Verità, Rettitudine, Non-violenza.
È inoltre il logo ufficiale dell'Organizzazione Sathya Sai, fin dalla sua fondazione.

### L'obelisco di Prashanti Nilayam
Al centro dell'ashram di Prashanti Nilayam (Puttaparthi, Andra Pradesh, India), vicino al Mandir, si trova un grande obelisco (chiamato appunto Sarvadharma Stupa). La sua base è pentagonale; in ogni lato si trovano i simboli delle cinque maggiori religioni mondiali, e sotto di essi alcune massime che le identificano. La costruzione si sviluppa a cerchi concentrici; essi rappresentano le varie fasi dello yoga (lett. Unione con Dio; ovvero, la crescita spirituale). In cima all'obelisco vi è la scultura di un fiore di loto (simbolo del "loto del cuore", al centro del quale si trova la più alta illuminazione spirituale).

## Nel canto dei Bhajan
Sarvadharma designa anche una tipologia di bhajan (canti devozionali tipici della tradizione induista) nei quali viene evidenziata l'unita delle religioni con lodi a Dio, utilizzandone i nomi tipici delle maggiori fedi del mondo.

Un esempio:
| Allah Tuma Ho Ishvara Tuma Ho Tumhi ho Rama Rahim Mere Ram Mere Ram Rama Rahim Yeshu Tuma Ho Nanaka Tuma Ho Zoroastra Bhyo Mahavira Tuma Ho Gautama Buddha Kabir Mere Ram Mere Ram Rama Rahim | Tu sei Allah, tu sei il Signore, Tu sei il mio compassionevole Rāma, il mio benefico e compassionevole Rama. Tu sei Gesù, Guru Nanak, sei Zoroastro e Mahavir, sei Gautama Buddha e Kabīr. Tu sei il mio compassionevole Rama. |